# Молдажанова, Альбина Талгатовна
Альбина Талгатовна Молдажанова (род. 21 августа 2001 года, Тобольск) — российский боксёр. Серебряный призёр чемпионата Европы 2024 года, бронзовый призёр чемпионата мира 2025 года. Чемпионка России (2024 года), серебряный призёр чемпионата России (2022 года), двукратный бронзовый призёр чемпионатов России (2020, 2021), чемпионка молодёжного чемпионата Европы 2023 года. Мастер спорта России международного класса (2024).
Лучшая позиция по рейтингу BoxRec — 97-я (май 2025) и является 2-й среди российских боксерш полусредней весовой категории, — входя в ТОП - 100 лучших всего мира.

## Карьера
Альбина Молдажанова, родилась 21 августа 2001 года в городе Тобольске, школьные годы провела вместе с мамой Татьяной и братьями в посёлке Демьянка Уватского района Тюменской области. Здесь и стала заниматься в секции бокса у тренера Даниила Ильченко. Позже переехала в Тюмень к тренеру Александру Паули.
В 2020 году на чемпионат России в Ульяновске завоевала бронзовую медаль в весовой категории до 69 кг.
Через год, в 2021 году на чемпионат России в Челябинске повторила этот успех и вновь стала бронзовым призёром в весовой категории до 66 кг.
В 2022 году стала обладателем серебряной медали чемпионата России, который состоялся в Краснодаре, в категории до 66 кг. В финале уступила башкирской спортсменке Азалии Аминевой.
В 2023 году в составе молодёжной сборной России приняла участие в Чемпионате Европы. В финальном поединке в весовой категории до 66 кг Альбина одержала уверенную победу над спортсменкой из Германии и стала обладательницей золотой медали.
В 2024 году в составе сборной России приняла участие в чемпионате Европы, который состоялся в Белграде. В весовой категории до 66 кг завоевала серебряную медаль, уступив в финале турчанке Бусеназ Сюрменели. 
В 2024 году в Серпухове на чемпионате России по боксу стала чемпионкой страны в категории до 66 кг. В финале победила спортсменку из Башкирии Азалию Аминеву.
Решением тренерского штаба в марте 2025 года была включена в состав сборной России для участия в чемпионате мира, который состоится в Сербии с 8 по 17 марта. В полуфинале весовой категории до 66 кг раздельным решением судей уступила узбекской спортсменке Навбахор Хамидовой и завоевала бронзовую медаль.
Приказом министра спорта РФ № 292-нг от 8 октября 2024 года Альбине присвоено спортивное звание «Мастер спорта России международного класса».

## Профессиональный бокс
Дебютировала в профессиональном боксе 18 апреля 2025 года в Челябинске (Россия) в вечере бокса где проводил свой прощальный бой Сергей Ковалёв против Артура Манна. Соперницей стала другая представительница России Нурият Алибекова (дебют). Бой завершился на первой минуте первого раунда нокаутом в пользу Молдажановой.

## Достижения
- Бронзовый призёр чемпионата мира 2025 года;
- Чемпионка России 2024 года;
- Серебряный призёр чемпионата Европы по боксу 2024 года;
- Серебряный призёр чемпионата России 2022 года;
- Бронзовый призёр чемпионата России 2021 года;
- Бронзовый призёр чемпионата России 2020 года;
- Чемпионка Европы среди молодёжи 2023 года.